# Selenocosmia insignis
Selenocosmia insignis är en spindelart som först beskrevs av Simon 1890.  Selenocosmia insignis ingår i släktet Selenocosmia och familjen fågelspindlar. Inga underarter finns listade i Catalogue of Life.